# Cinematografia Josep Maria Bosch
Cinematografia Josep Maria Bosch fou un laboratori de cinematografia fundat per Josep Maria Bosch i López a Barcelona l'any 1907. Inicialment tenia la seu a la plaça del Bonsuccés, 3 però el 1916 es va traslladar al carrer Riereta. A més de la producció de pel·lícules de cinema, també es dedicà a la venda i perforació de pel·lícula verge per rodar, a estampar positius, a fer mesuradors per a pel·lícules, a fer doblatge i a importar aparells i material de cinematografia, alhora que representava a Espanya diverses cases editores (Lubin, Etna i Firence Films) i la distribució del projector Kalee Indomitable. En aquesta empresa hi va treballar el director i muntador Joan Pallejà i Mañanet.
En 1932 J. M. Bosch encarregà al director Ramón de Baños la renovació dels laboratoris, i va introduir diverses novetats com la màquina de positivar Geyer i la impressió de contratips.